# Список глав Тульского региона
Губернатор Тульской области — высшее должностное лицо Тульской области. Губернатор области избирается гражданами Российской Федерации, проживающими на территории области, на основе всеобщего равного и прямого избирательного права при тайном голосовании. Срок полномочий составляет пять лет и исчисляется со дня его вступления в должность.
Должность главы региона за всю историю занимали 65 человек. Со 2 февраля 2016 года обязанности главы региона исполняет Алексей Геннадьевич Дюмин.
В настоящем списке в хронологическом порядке представлены все лица, являвшиеся в разное время руководителями административных образований первого уровня с центром в городе Туле. Список содержит информацию о сроке полномочий, наименование должности, ключевую деятельность главы региона.

## Условные обозначения
Управление наместничеством в период правления Екатерины II
 Управление губернией в период правления Павла I
 Управление губернией в период правления Александра I
 Управление губернией в период правления Николая I
 Управление губернией в период правления Александра II
 Управление губернией в период правления Александра III
 Управление губернией в период правления Николая II
 Управление губернией в период председательства Георгия Евгеньевича Львова и Александра Фёдоровича Керенского
 Управление областью в период председательства Якова Михайловича Свердлова
 Управление областью в период председательства Михаила Ивановича Калинина
 Управление областью в период председательства Иосифа Виссарионовича Сталина
 Управление областью в период председательства Никиты Сергеевича Хрущёва
 Управление областью в период председательства Леонида Ильича Брежнева
 Управление областью в период председательства Михаила Сергеевича Горбачёва
 Управление областью в период президентства Бориса Николаевича Ельцина
 Управление областью в период президентства Владимира Владимировича Путина
 Управление областью в период президентства Дмитрия Анатольевича Медведева

## Российская империя

### Тульское наместничество
С 1777 по 1796 гг. власть в Тульском наместничестве делилась между генерал-губернаторами и правителями наместничества. Высшая политическая власть осуществлялась генерал-губернаторами. Они имели неограниченные полномочия и подчинялись исключительно императрице. Как правило, каждый генерал-губернатор руководил одновременно несколькими административными единицами. В ведении наместников была непосредственно хозяйственная деятельность на местах.
| Имя                            | Портрет   | Начало полномочий | Конец полномочий | Титул, чин, звание                                                  | Ключевая деятельность | Ист.         |  |  |  |
| Михаил Никитович Кречетников   | 1729—1793 | 1777              | 09.05.1793       | Генерал-поручик. Калужский, Тульский и Рязанский генерал-губернатор | Решение проблем Тульского оружейного завода — ремонт плотины, улучшение контроля за выпуском оружия, введение улучшенных условий труда. Издание нового Положения о Тульском оружейном заводе. | [ 7 ] [ 8 ]  |  |  |  |
| Евгений Петрович Кашкин        | 1737—1796 | 02.09.1793        | 07.10.1796       | Генерал-аншеф. Тульский и Калужский генерал-губернатор              | Сведений нет | [ 7 ]        |  |  |  |
|                                |           |                   |                  |                                                                     | |              |  |  |  |
| Матвей Васильевич Муромцев     | ?         | 1777              | 1784             | Генерал-поручик. Правитель наместничества                           | Устранение последствий пожаров 1779, 1781 гг. Утверждение и реализация проекта перепланировки и застройки Тулы.                                                                               | [ 7 ] [ 9 ]  |  |  |  |
| Иван Александрович Заборовский | 1735—1817 | 1784              | 1790             | Генерал-поручик. Правитель наместничества                           | Приём императрицы Екатерины II в Туле | [ 7 ] [ 10 ] |  |  |  |
| Андрей Иванович Лопухин        | ?         | 1790              | 17.12.1796       | Действительный статский советник. Правитель наместничества          | Сведений нет | [ 7 ]        |  |  |  |

### Тульская губерния
| Имя                                  | Портрет   | Начало полномочий | Конец полномочий | Титул, чин, звание                           | Ключевая деятельность | Ист.          |
| Пётр Николаевич Оболенский           | 1762—1830 | 07.01.1797        | март 1797        | Действительный статский советник. Губернатор | Сведений нет | [ 11 ]        |
| Николай Симонович Лаптев             | ?         | 19.03.1797        | 27.04.1797       | Действительный статский советник. Губернатор | Сведений нет | [ 11 ]        |
| Михаил Яковлевич Гедеонов            | ?         | 27.04.1797        | февраль 1798     | Действительный статский советник. Губернатор | Сведений нет | [ 11 ]        |
| Николай Давыдович Граве              | ?         | 27.02.1798        | 15.07.1800       | Действительный статский советник. Губернатор | Сведений нет | [ 11 ]        |
| Яков Михайлович Томилин              | ?         | 15.07.1800        | 11.01.1801       | Действительный статский советник. Губернатор | Сведений нет | [ 11 ]        |
| Николай Петрович Иванов              | ?         | 11.01.1801        | 08.07.1811       | Действительный статский советник. Губернатор | Открытие Александровского Дворянского военного училища. Открытие классической гимназии. Создание Тульского ополчения во время Отечественной войны 1812 г. | [ 11 ] [ 12 ] |
| Николай Иванович Богданов            | ?         | 08.07.1811        | 27.01.1814       | Генерал-майор. Губернатор                    | Сведений нет | [ 11 ] [ 13 ] |
| Иван Григорьевич Лагода              | ?         | 27.01.1814        | 28.08.1816       | Генерал-майор. Губернатор                    | Сведений нет | [ 11 ]        |
| Евгений Иванович Оленин              | 1774—1827 | 28.08.1816        | 01.02.1820       | Генерал-майор. Губернатор                    | Сведений нет | [ 11 ]        |
| Владимир Фёдорович Васильев          | 1782—1839 | 01.02.1820        | 16.04.1823       | Действительный статский советник. Губернатор | Сведений нет | [ 11 ] [ 14 ] |
| Николай Иванович Кривцов             | 1791—1843 | 16.04.1823        | 28.03.1824       | Статский советник. Губернатор                | Сведений нет | [ 11 ] [ 15 ] |
| Николай Сергеевич Тухачевский        | 1769—1832 | 28.03.1824        | 21.02.1827       | Статский советник. Губернатор                | Сведений нет | [ 11 ]        |
| Дмитрий Александрович Хилков         | ?         | 21.02.1827        | 05.05.1827       | Статский советник. Губернатор                | Сведений нет | [ 11 ]        |
| Иван Христофорович фон Трейблут      | ?         | 05.05.1827        | 01.05.1830       | Действительный статский советник. Губернатор | Сведений нет | [ 11 ]        |
| Василий Андрианович Борисов          | ?         | 01.05.1830        | 23.05.1831       | Действительный статский советник. Губернатор | Сведений нет | [ 11 ]        |
| Евстафий Евстафьевич Штаден          | 1774—1845 | 23.05.1831        | 16.03.1832       | Генерал-лейтенант. Военный губернатор        | Сведений нет | [ 16 ]        |
| Авксентий Павлович Гевлич            | 1790—1861 | 16.03.1832        | 15.11.1833       | Статский советник. Губернатор                | Сведений нет | [ 16 ]        |
| Елпидифор Антиохович Зуров           | 1798—1871 | 23.11.1833        | 26.01.1839       | Генерал-майор. Губернатор                    | Упорядочение канцелярии губернского правления. Улучшение казны. Создание городского сада.                                                                 | [ 16 ] [ 17 ] |
| Александр Егорович Аверкиев          | 1788—1858 | 26.01.1839        | 09.09.1840       | Действительный статский советник. Губернатор | Проведение ревизии в губернских присутственных местах | [ 16 ] [ 18 ] |
| Андрей Михайлович Голицын            | 1792—1863 | 09.09.1840        | 16.06.1846       | Генерал-майор. Военный губернатор            | Сведений нет | [ 16 ]        |
| Николай Николаевич Муравьёв-Амурский | 1809—1881 | 16.06.1846        | 03.11.1847       | Генерал-майор. Губернатор                    | Сведений нет | [ 16 ]        |
| Николай Иванович Крузенштерн         | 1802—1881 | 03.11.1847        | 04.04.1850       | Генерал-майор. Губернатор                    | Сведений нет | [ 16 ]        |
| Владимир Александрович Казадаев      | ?         | 04.04.1850        | 21.10.1850       | Статский советник. Губернатор                | Сведений нет | [ 16 ]        |
| Пётр Михайлович Дараган              | 1800—1875 | 21.10.1850        | 01.01.1865       | Генерал-майор. Губернатор                    | Открытие публичной библиотеки. Газовое освещение Киевской улицы. Открытие первой гостиницы                                                                | [ 16 ] [ 19 ] |
| Михаил Романович Шидловский          | ?         | 01.01.1865        | 31.03.1870       | Генерал-майор. Губернатор                    | Сведений нет | [ 16 ] [ 20 ] |
| Юлий Константинович Арсеньев         | 1818—1873 | 23.05.1870        | 24.03.1873       | Тайный советник. Губернатор                  | Открытие первого детского сада, учреждение внутригородской почты                                                                                          | [ 16 ] [ 21 ] |
| Сергей Петрович Ушаков               | ?         | 24.03.1873        | 01.01.1887       | Тайный советник. Губернатор                  | Сведений нет | [ 16 ]        |
| Николай Алексеевич Зиновьев          | 1839—1917 | 05.02.1887        | 23.12.1893       | Тайный советник. Губернатор                  | Обеспечение губернии продовольствием после неурожаев 1891 и 1892 гг., введение Положения о земских участковых начальниках, открытие детских приютов       | [ 16 ]        |
| Владимир Карлович Шлиппе             | 1834—1923 | 23.12.1893        | 01.05.1905       | Тайный советник. Губернатор                  | Поднятие и развитие кустарного производства. Создание кустарного музея                                                                                    | [ 16 ] [ 22 ] |
| Михаил Викторович Арцимович          | ?         | 02.12.1905        | 07.07.1907       | Действительный статский советник. Губернатор | Сведений нет | [ 23 ] [ 24 ] |
| Дмитрий Дмитриевич Кобеко            | ?         | 07.07.1907        | 31.12.1912       | Действительный статский советник. Губернатор | Сведений нет | [ 25 ] [ 26 ] |
| Виктор Александрович Лопухин         | 1868—1933 | 31.12.1912        | 1914             | Действительный статский советник. Губернатор | Сведений нет | [ 27 ] [ 28 ] |
| Александр Николаевич Тройницкий      | ?         | 1914              | 1917             | Действительный статский советник. Губернатор | Сведений нет | [ 27 ] [ 29 ] |

## Временное правительство
| Имя                      | Портрет | Начало полномочий | Конец полномочий | Титул, чин, звание                           | Ключевая деятельность | Ист.          |
| Сергей Родионович Дзюбин | 1874—?  | 07.03.1917        | 29.09.1917       | Губернский комиссар Временного правительства | Снабжение населения продовольствием и предметами первой необходимости, обеспечение нормального функционирования предприятий городского хозяйства, содействие отправке на фронт маршевых рот, забота о раненых, помощь жёнам военнослужащих и беженцам. | [ 30 ] [ 31 ] |

## Советская Россия
| Имя                         | Портрет   | Начало полномочий | Конец полномочий | Титул, чин, звание                                                                     | Ист.   |
| Григорий Наумович Каминский | 1895—1938 | 20.12.1917        | 16.06.1918       | Председатель Тульского губернского комитета РСДРП(б)                                   | [ 32 ] |
| Николай Васильевич Копылов  | 1889—1938 | 16.06.1918        | 16.08.1918       | Председатель Тульского губернского комитета РСДРП(б)                                   | [ 33 ] |
| Григорий Наумович Каминский | 1895—1938 | 16.08.1918        | сентябрь 1920    | Председатель Тульского губернского комитета РКП(б)                                     | [ 32 ] |
| Павел Фёдорович Арсентьев   | 1888—1944 | сентябрь 1920     | октябрь 1920     | Ответственный секретарь Тульского губернского комитета РКП(б)                          | [ 34 ] |
| Виктор Иванович Нанейшвили  | 1878—1940 | ноябрь 1920       | декабрь 1920     | Исполняющий обязанности ответственного секретаря Тульского губернского комитета РКП(б) | [ 35 ] |
| Жозеф Исаакович Меерзон     | 1894—1938 | декабрь 1920      | май 1923         | Ответственный секретарь Тульского губернского комитета РКП(б)                          | [ 36 ] |

## СССР
| Имя                              | Портрет   | Начало полномочий | Конец полномочий | Титул, чин, звание                                                                     | Ист.   |
| Василий Гаврилович Володин       | 1890—?    | май 1923          | декабрь 1923     | Ответственный секретарь Тульского губернского комитета РКП(б)                          | [ 37 ] |
| Иван Васильевич Белолипецкий     | 1895—1963 | декабрь 1923      | январь 1924      | Исполняющий обязанности ответственного секретаря Тульского губернского комитета РКП(б) | [ 38 ] |
| Израиль Яковлевич Вейцер         | 1889—1938 | январь 1924       | май 1924         | Ответственный секретарь Тульского губернского комитета РКП(б)                          | [ 39 ] |
| Константин Александрович Мальцев | 1888—1941 | май 1924          | июнь 1924        | Ответственный секретарь Тульского губернского комитета РКП(б)                          | [ 40 ] |
| Иван Дмитриевич Кабаков          | 1891—1937 | июнь 1924         | апрель 1928      | Ответственный секретарь Тульского губернского комитета ВКП(б)                          | [ 41 ] |
| Иван Лазаревич Булат             | 1896—1938 | апрель 1928       | апрель 1929      | Ответственный секретарь Тульского губернского комитета ВКП(б)                          | [ 42 ] |
| Моисей Лазаревич Грановский      | 1890—1941 | апрель 1929       | сентябрь 1929    | Ответственный секретарь Тульского губернского комитета ВКП(б)                          | [ 43 ] |

### Тульская область
| Имя                           | Портрет   | Начало полномочий | Конец полномочий | Титул, чин, звание                                                   | Ист.          |
| Яков Григорьевич Сойфер       | 1885—1938 | сентябрь 1937     | 10.04.1938       | Первый секретарь Организационного бюро ЦК ВКП(б) по Тульской области | [ 44 ]        |
| Иван Сергеевич Виноградов     | 1904—?    | 10.04.1938        | 05.07.1938       | Первый секретарь Организационного бюро ЦК ВКП(б) по Тульской области | [ 45 ]        |
| Василий Гаврилович Жаворонков | 1906—1987 | июль 1938         | 09.03.1943       | Первый секретарь Тульского областного комитета ВКП(б)                | [ 46 ]        |
| Николай Иванович Чмутов       | 1907—1982 | 09.03.1943        | декабрь 1948     | Первый секретарь Тульского областного комитета ВКП(б)                | [ 47 ]        |
| Иван Андреевич Шалков         | 1907—?    | декабрь 1948      | 19.08.1952       | Первый секретарь Тульского областного комитета ВКП(б)                | [ 48 ]        |
| Виктор Иванович Недосекин     | 1908—1976 | 19.08.1952        | 26.11.1953       | Первый секретарь Тульского областного комитета КПСС                  | [ 49 ]        |
| Николай Иванович Гусаров      | 1905—1985 | 26.11.1953        | 31.08.1955       | Первый секретарь Тульского областного комитета КПСС                  | [ 50 ]        |
| Алексей Иванович Хворостухин  | 1900—1985 | 31.08.1955        | 27.09.1960       | Первый секретарь Тульского областного комитета КПСС                  | [ 51 ]        |
| Олимп Алексеевич Чуканов      | 1914—2000 | 27.09.1960        | 17.07.1961       | Первый секретарь Тульского областного комитета КПСС                  | [ 52 ]        |
| Иван Харитонович Юнак         | 1918—1995 | 17.07.1961        | январь 1963      | Первый секретарь Тульского областного комитета КПСС                  | [ 53 ]        |
| Олимп Алексеевич Чуканов      | 1914—2000 | 11.01.1963        | 15.12.1964       | Первый секретарь Тульского промышленного областного комитета КПСС    | [ 52 ]        |
| Иван Харитонович Юнак         | 1918—1995 | 08.01.1963        | 15.12.1964       | Первый секретарь Тульского сельского областного комитета КПСС        | [ 53 ]        |
| Иван Харитонович Юнак         | 1918—1995 | 15.12.1964        | 05.08.1985       | Первый секретарь Тульского областного комитета КПСС                  | [ 53 ] [ 54 ] |
| Юрий Иванович Литвинцев       | 1934—2009 | 05.08.1985        | 26.08.1990       | Первый секретарь Тульского областного комитета КПСС                  | [ 55 ]        |
| Алексей Иванович Костюрин     | род. 1940 | 26.08.1990        | 23.08.1991       | Первый секретарь Тульского областного комитета КП РСФСР              | [ 56 ]        |

## Российская Федерация
| Имя                               | Портрет   | Начало полномочий | Конец полномочий | Титул, чин, звание          | Ист.          |
| Николай Васильевич Севрюгин       | 1939—2002 | 20.10.1991        | 31.03.1997       | Губернатор Тульской области | [ 57 ]        |
| Василий Александрович Стародубцев | 1931—2011 | 31.03.1997        | 29.04.2005       | Губернатор Тульской области | [ 58 ] [ 59 ] |
| Вячеслав Дмитриевич Дудка         | род. 1960 | 29.04.2005        | 29.07.2011       | Губернатор Тульской области | [ 60 ]        |
| Владимир Сергеевич Груздев        | род. 1967 | 18.08.2011        | 02.02.2016       | Губернатор Тульской области | [ 61 ]        |
| Алексей Геннадьевич Дюмин         | род. 1972 | 02.02.2016        | 14.05.2024       | Губернатор Тульской области | [ 4 ]         |
|                                   |           |                   |                  |                             |               |
| Дмитрий Вячеславович Миляев       | род. 1975 | 12.09.2024        | по н.в.          | Губернатор Тульской области |               |